# Mimacraea burgeoni
Mimacraea burgeoni är en fjärilsart som beskrevs av Hawker-smith 1928. Mimacraea burgeoni ingår i släktet Mimacraea och familjen juvelvingar. Inga underarter finns listade i Catalogue of Life.